# 듀얼 클러치 변속기
듀얼 클러치 변속기(dual-clutch transmission, DCT) 또는 트윈 클러치 변속기(twin-clutch transmission)는 변속기의 한 종류이다.
수동변속기의 주행감과 경제성, 자동변속기의 운전 편의성의 이점 등을 두루 갖춘 변속기이며, 독일 ZF와 게트락이 먼저 개발하여, 두 개의 클러치를 가져 듀얼 클러치라고 불린다.
DCT(Dual Clutch Transmission)를 탑재한 차량은 주행 중에 클러치를 조작하지 않아도 변속기의 제어를 통해 자동으로 변속해준다. 하나의 클러치가 움직이다가 속도가 오르면 나머지 클러치가 엔진의 토크를 이어받아 빠르고 부드러운 변속을 느낄 수 있다. 또한, 가속 성능이나 연비가 우수하며, 자동변속기 한정면허로도 운전이 가능하다.

## 유형
DCT는 건식 및 습식 변속기로 나뉜다. 두 방식의 특징은 서로 대칭되어 있다.
건식 듀얼클러치 변속기
- 오일이 적게 쓰이는 상태에서 동작하는 방식
- 건조한 클러치가 맞부딪히면서 공기의 흐름만으로 냉각해야 하기 때문에 과열 위험이 있고 토크 허용치도 낮음

습식 듀얼클러치 변속기
- 오일을 이용하기 때문에 건식보다 과열 위험이 낮아서 토크 허용치도 높음

보통 스포츠카는 습식 듀얼클러치 변속기, 일반 승용차는 건식 듀얼클러치 변속기를 사용한다.

## 같이 보기
- 연비